# 薩特延德拉·納特·玻色

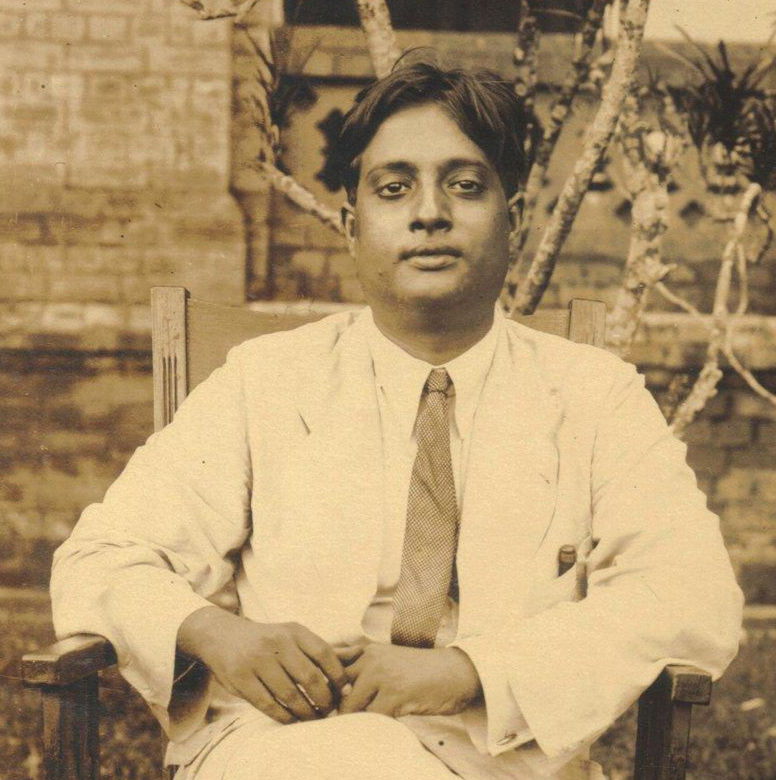
1930年達卡大學

薩特延德拉·納特·玻色（1894年1月1日—1974年2月4日），印度物理學家，專門研究數學物理。他最著名的研究是1920年代早期的量子物理研究，該研究為玻色-愛因斯坦統計及玻色-愛因斯坦凝聚理論提供了基礎。玻色子就是以他的名字命名的。
儘管玻色子、玻色-愛因斯坦統計及玻色-愛因斯坦凝聚概念的相關研究所獲得的諾貝爾獎不止一個──最近的是2001年的物理學獎，因對玻色-愛因斯坦凝聚的理論進展有貢獻而獲獎的──但玻色本人從未獲得過諾貝爾物理學獎（1956年、1959年與1962年獲得諾貝爾物理學獎提名）。他多才多藝，能說多國語言之餘，還會彈埃斯拉古琴（Esraj，一種跟小提琴相近的樂器）。
著名物理學家贾扬特·纳利卡在他的《科學邊緣》一書中寫道：“S·N·玻色的粒子物理研究（約1922年），其中闡明了光子的表現，並為統計遵從量子規則的微系統提供了機會，是二十世紀印度科學貢獻的前十名之一，是可被視為諾貝爾獎級數的研究。”

## 早年及生平
玻色生於印度西孟加拉邦的加爾各答，是七名孩子中的長子。他的父親蘇倫特拉納特·玻色（Surendranath Bose）曾任職於東印度鐵路工程部。
玻色就讀於加爾各答印度教學校（Hindu School），後就讀於也位於加爾各答的院長學院（Presidency College, Kolkata），他在這兩所當地知名學府時都獲得了最高分。他接觸了一些優秀的老師，如賈加迪什·錢德拉·玻色（Jagdish Chandra Bose，無血緣關係）及普拉富爾拉·錢德拉·羅伊（Prafulla Chandra Roy），他們都鼓舞了玻色要立好遠大志向。他於1911年至1921年任加爾各答大學物理學系講師。他於1921年轉到了當時成立不久的達卡大學物理學系（現位於孟加拉境內），也是任職講師。
玻色於1924年寫了一篇推導普朗克量子輻射定律的論文（詳見下節〈薩特延德拉·納特·玻色#沒錯的錯誤〉），當中並沒有提到任何古典物理。在開始時未能發表的挫折下，他把論文直接寄給身在德國的艾爾伯特·愛因斯坦。愛因斯坦意識到這篇論文的重要性，不但親自把它翻譯成德語，還以玻色的名義把論文遞予名望頗高的《德國物理學刊》（Zeitschrift für Physik）發表。就是因為此次賞識，玻色能夠第一次離開印度，前往歐洲並逗留兩年，期間與路易·德布罗意、瑪麗·居禮及愛因斯坦工作過。
玻色於1926年回到達卡，任教授兼物理學系主任，並繼續留在達卡大學教學至1945年。那時候他回到了加爾各答，在加爾各答大學教學至1956年，他退休時被授予名譽教授頭銜。

## 研究

### 玻色-愛因斯坦統計沒錯的錯誤
| 兩正 | 兩反 | 各一 |

共有三種可能性。那麼兩正的概率是多少？
|       |    | 硬幣1 |      |
| 正    | 反 |       |      |
| 硬幣2 | 正 | 正正  | 正反 |
| 硬幣2 | 反 | 反正  | 反反 |

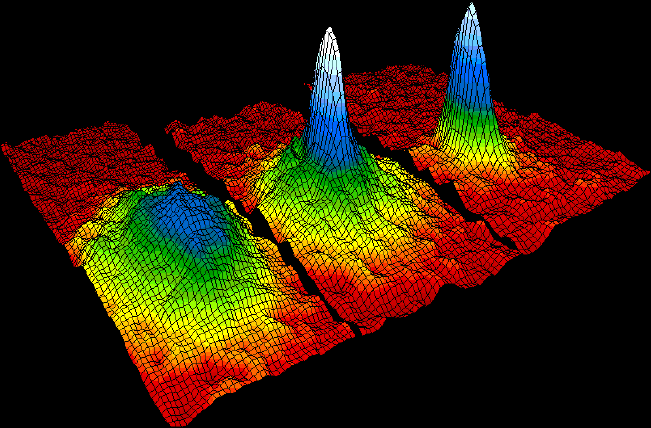
銣速度分佈證實了玻色–爱因斯坦凝聚

由於兩個硬幣不同，產生一正一反的結果共有兩個。得到兩正的概率為四分之一。
有一次玻色在達卡大學講課，課題是光電效應及紫外災變，玻色打算向學生展示當時理論的不適之處，因為理論預測的結果跟實驗不符。在講課期間，玻色在應用理論時犯了錯，意想不到的是居然得出一個跟實驗一致的預測。（他後來將講課內容改寫成了一篇短文，叫《普朗克定律與光量子假說》。）
那錯誤是一個很簡單的錯──跟認為擲兩枚硬幣得兩正面的概率是三分之一是一樣的──任何對統計學有一點基礎理解的人都知道有問題。然而預測結果跟實驗吻合，使玻色意識到事有蹊蹺。他首次提出麦克斯韦-玻尔兹曼分布對微觀粒子不會成立，這是因為由海森堡測不準原理所導致的變動此時會大得足夠構成影響。故此他強調在每個體積為h3的相空間中找到粒子的概率而捨棄粒子不同的位置和動量。
好幾份物理學刊都沒有為玻色發表論文。他們認為他所展現的是一個簡單錯誤，而且玻色的發現被忽略了。灰心的他寫了封信給愛因斯坦，愛因斯坦馬上就同意他的觀點。愛因斯坦寫了一篇支持玻色理論的論文，遞予《德國物理學刊》發表，並要求將這兩篇論文一同發表，此時玻色的理論終於受到推崇。這是1924年的事。玻色早前曾經把愛因斯坦的廣義相對論論文從德語翻譯成英語。有人說玻色把愛因斯坦當成他的“導師”。
玻色的“錯誤”能得出正確結果，這是因為光子們是不能被分辨出來的，也就是不能把任何兩個同能量的光子當作兩個能被明確識別的光子。比方說，如果在另一個宇宙裏，硬幣表現得像光子及其他玻色子一樣，擲出兩正的機率的確是三分之一（正反=反正）。玻色的“錯誤”現在被稱為玻色-愛因斯坦統計。
愛因斯坦採取了這個概念，並把它延伸到原子去。這為預測某個現象的存在舖好了路，這個現象就是現在的玻色-愛因斯坦凝聚，在這現象中一組高密度的玻色子（自旋為整數的粒子，以玻色命名）在超低溫狀態中會成為玻色-愛因斯坦凝聚體，於1995年被實驗所證實。

## 往後的研究
在這以後玻色的概念在世界物理學界廣受好評，達卡大學於1924年允許他休假到歐洲去旅行。他在法國度過了一年，跟瑪麗·居禮共事，也跟多位知名科學家見過面。之後他又多遊學一年，在柏林跟愛因斯坦共事。在1926年他回到達卡大學之後，就立即於被擢升為教授。他並沒有博士學位，一般來說他是不夠資格當教授的，但是愛因斯坦還是推薦了他。他的研究範圍很廣，從X射線晶體學到統一場理論都有涉獵。他還跟梅格納德·薩哈一起發表了真實氣體用的一條狀態方程。
除物理以外，他還研究過生物化學及文學（孟加拉語及英語）。他還深入地學習過化學、地質學、動物學、人類學、工程學及其他科學。作為一個有孟加拉背景的印度人，他花了不少時間把孟加拉語推廣為教學語言，將孟加拉語應用到他所翻譯的科學上的論文，以及推廣該地區的發展。
玻色於1944年被選為印度科學促進協會主席，1958年獲選為英國皇家學會會員。

## 軼事
1. 有一次大科學家尼尔斯·玻尔正在講課。玻色列席。講課者講着講着，中途在解釋某一點時有難處。他一直都在黑板上寫着；他停下來，轉向玻色，問道，“玻色教授能幫我個忙嗎？”講課期間玻色都在閉着眼坐着。聽眾們都忍不住向波耳教授的話報以微笑。令他們驚奇的是，玻色張開了眼睛；一下子就把講課者的難題給解決了，之後他坐下來又把眼睛閉上了。[2]
2. 1927年在意大利科莫举行了科莫会议（義大利語：Congresso internazionale dei fisici del 1927），除了爱因斯坦、薛定谔和狄拉克以外，当代最著名了物理学家，包括玻尔、海森堡、普朗克、洛倫茲、德布罗意等都出席了。但是玻色却没有能够出席，原因很离奇。因为当时大会向远在印度的玻色教授发出了邀请函，寄往了加尔各答大学，署名“寄给加尔各答大学的玻色教授”。但是当时玻色已经离开加尔各答大学去了达卡大学，而加尔各答大学还有一位姓玻色，全名叫做D.M.玻色的教授，而当时的通讯并不如现在发达，于是这位名不见经传的玻色就代替了当时已经很有名望的S.N.玻色，参加了众星云集的科莫大会。

## 榮譽
科學與工業研究委員會顧問、印度物理學會和國家科學研究所主席。印度科學大會總主席。印度統計研究所副院長和院長。英國皇家學會會員。國會上議院議員。

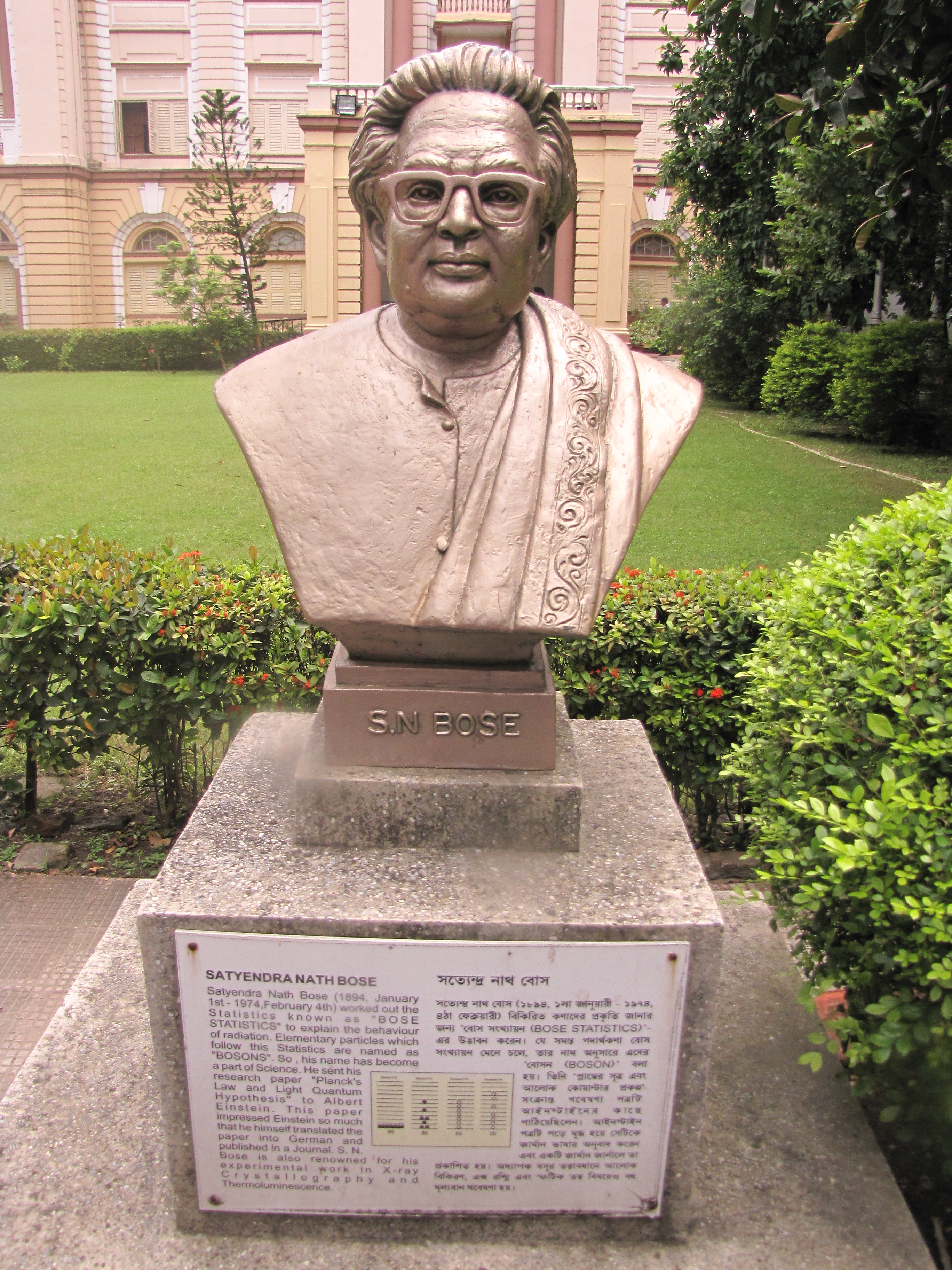
半身像

In 1937, Rabindranath Tagore dedicated his only book on science, Visva–Parichay, to Satyendra Nath Bose. Bose was honoured with title Padma Vibhushan by the Indian Government in 1954. In 1959, he was appointed as the National Professor, the highest honour in the country for a scholar, a position he held for 15 years. In 1986, the S.N. Bose National Centre for Basic Sciences was established by an act of Parliament, Government of India, in Salt Lake, Calcutta.
Bose became an adviser to the then newly formed Council of Scientific and Industrial Research.  He was the president of the Indian Physical Society and the National Institute of Science. He was elected general president of the Indian Science Congress. He was the vice-president and then the president of Indian Statistical Institute.  In 1958, he became a Fellow of the Royal Society.  He was nominated as member of Rajya Sabha.
Partha Ghose has stated that
 Bose's work stood at the transition between the 'old quantum theory' of Planck, Bohr and Einstein and the new quantum mechanics of Schrödinger, Heisenberg, Born, Dirac and others.

### 諾貝爾獎提名
S.N. Bose 由 K. Banerji（1956）、D.S. Kothari（1959）、S.N. Bagchi（1962）和A.K. Dutta（1962）以表彰他對玻色-愛因斯坦統計和統一場論的貢獻提名獲得諾貝爾物理學獎。
例如，阿拉哈巴德大學物理系主任Kedareswar Banerjee在1956年1月12日給諾貝爾委員會的信中寫道：

1. 他（玻色）通過開發以他的名字命名的玻色統計，對物理學做出了非常傑出的貢獻。近年，人們發現這一統計數據在基本粒子的分類中具有深遠的意義，對核物理學的發展做出了巨大貢獻。
2. 從1953年至今，他在愛因斯坦統一場論上做出了許多具有深遠影響的非常有趣的貢獻。

(1). He (Bose) made very outstanding contributions to physics by developing the statistics known after his name as Bose statistics. In recent years this statistics is found to be of profound importance in the classifications of fundamental particles and has contributed immensely to the development of nuclear physics. (2). During the period from 1953 to date, he has made a number of highly interesting contributions of far-reaching consequences on the subject of Einstein’s Unitary Field Theory.
諾貝爾委員會Oskar Klein評估他認為他確實值得獲得諾貝爾獎。

## 遺產

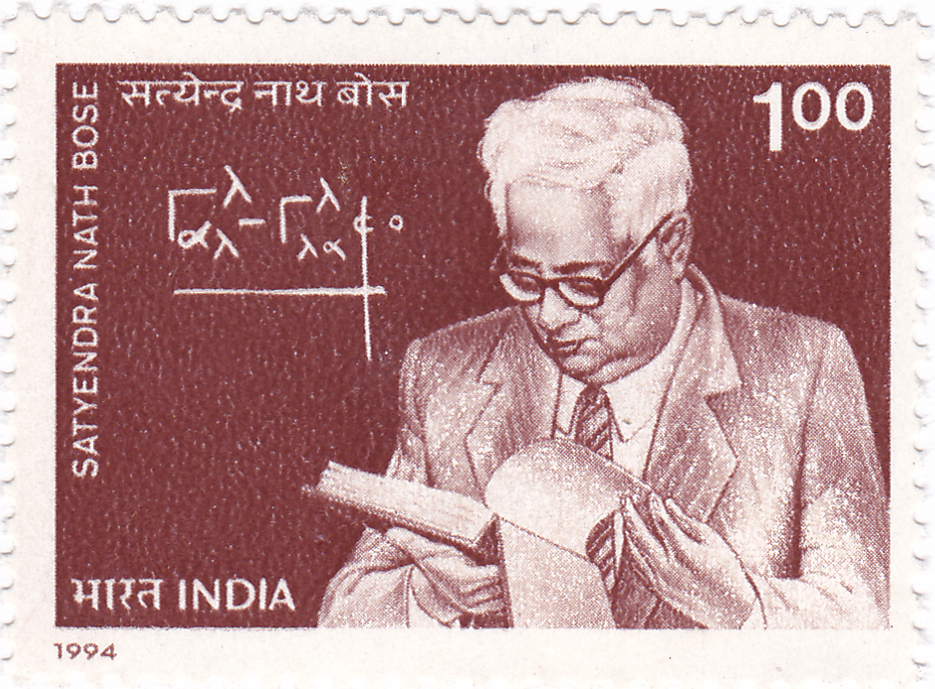
1994年印度郵票

Bosons, a class of elementary subatomic particles in particle physics were named by Dirac after Satyendra Nath Bose to commemorate his contributions to science.
Although seven Nobel Prizes were awarded for research related to S N Bose's concepts of the boson, Bose–Einstein statistics and Bose–Einstein condensate, Bose himself was not awarded a Nobel Prize.
SN Bose's work on particle statistics (c. 1922), which clarified the behaviour of photons (the particles of light in an enclosure) and opened the door to new ideas on statistics of Microsystems that obey the rules of quantum theory, was one of the top ten achievements of 20th century Indian science and could be considered in the Nobel Prize class.
When Bose himself was once asked that question, he simply replied, "I have got all the recognition I deserve"— probably because in the realms of science to which he belonged, what is important is not a Nobel, but whether one's name will live on in scientific discussions in the decades to come.
One of the main academic buildings of University of Rajshahi, the No 1 science building has recently been named after him.
On 4 June 2022, Google honoured Bose by featuring him on a Google Doodle marking the 98th anniversary of Bose sending his quantum formulations to the German scientist Albert Einstein who recognised it as a significant discovery in quantum mechanics.

## 外部連結
- 加爾各答印度人學校（页面存档备份，存于）
- Scienceworld's（页面存档备份，存于） 薩特延德拉·納特·玻色的傳記
- Satyendra Nath Bose （加爾各答網）上的傳記
- 約翰·J·奧康納; 埃德蒙·F·羅伯遜, ,  （英语）
- 印度粒子人（页面存档备份，存于） （英國廣播公司第四廣播頻道（页面存档备份，存于）上的廣播傳記）
- Bosons - The Birds That Flock and Sing Together（页面存档备份，存于） （玻色及玻色-愛因斯坦凝聚的傳記）
- http://www.itbhu.org/chronicle/archives/2007/04/index.html#001206- （页面存档备份，存于） 薩特延德拉·納特·玻色與玻色-愛因斯坦凝聚的原理。